# 烏里揚尼基 (盧茨克區)
50°49′46″N 25°6′20″E / 50.82944°N 25.10556°E
烏里揚尼基（烏克蘭語：Уляники），是烏克蘭西部沃倫州的村落，隸屬盧茨克區科帕奇夫卡市鎮，始建於1946年，面積2.99平方公里，海拔高度200米，2001年人口596，人口密度每平方公里199.66人。